# Michail Prisjvin

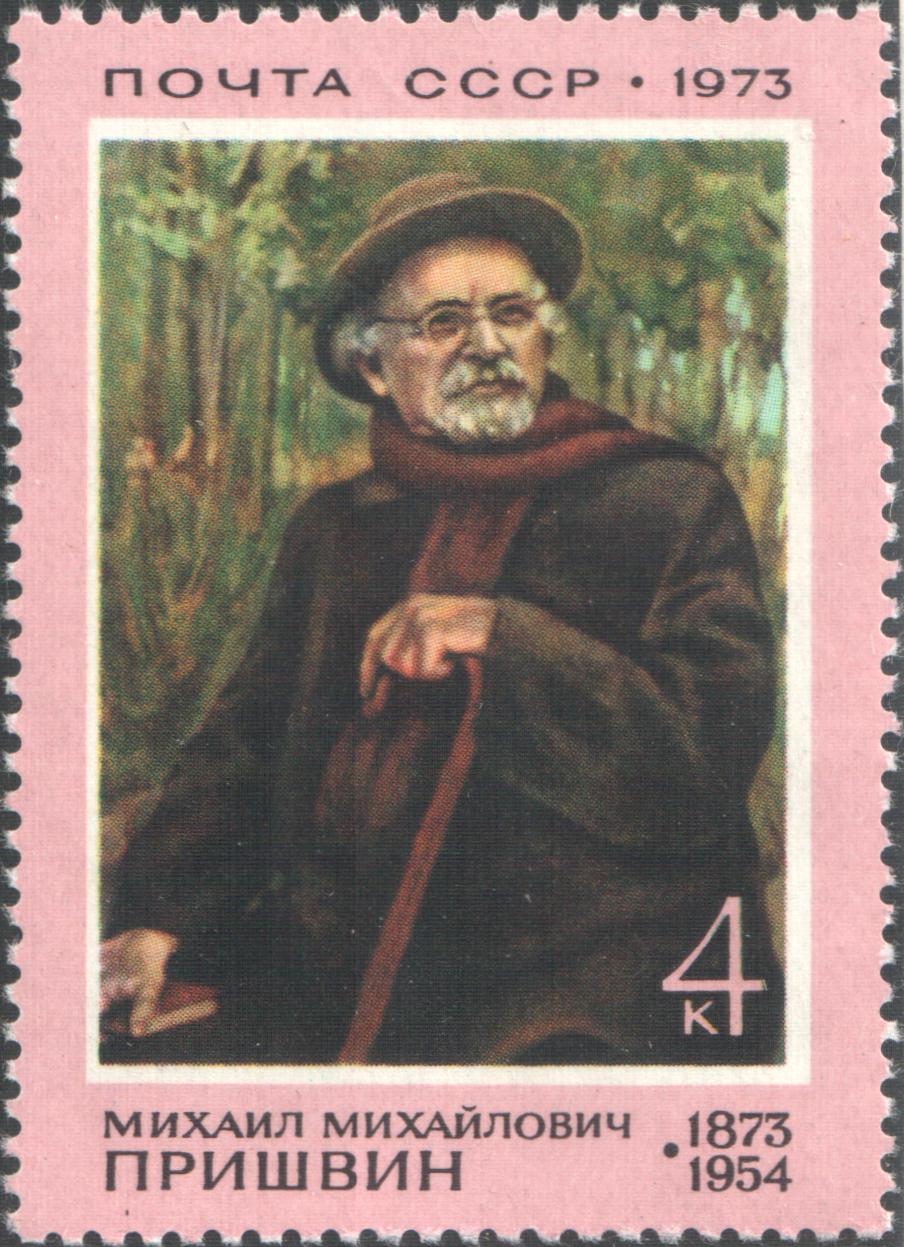
Michail Prisjvin op Russische postzegel uit 1973

Michail Michailovitsj Prisjvin (Russisch: Михаил Михайлович Пришвин) (Chroesjtsjovo, oblast Lipetsk, 4 februari 1873 – Moskou, 16 januari 1954) was een Russisch schrijver.

## Leven en werk
Prisjvin werd in 1873 geboren in een koopmansfamilie nabij de stad Jelets. Na landbouwstudies in Riga en Leipzig trok hij te voet door Noord-Rusland. Dit resulteerde in zijn bekendste werk In het land van de onopgeschrikte vogels (1907), over het leven van vogels, dieren, planten en mensen. Maksim Gorki zei over hem: ‘Ik ken geen andere Russische schrijver bij wie de kennis van en de liefde voor de natuur zo harmonisch verenigd zijn'. Bij Prisjvin staat de natuur centraal en is zij niet, net als bijvoorbeeld bij Toergenjev slechts de achtergrond van de handeling. Hij bekijkt de natuur poëtisch maar met een wetenschappelijke bril, zonder mystiek. Zijn werk is diep nationaal geworteld. Het ademt de geur van de Russische weiden en bossen, bevat volksoverleveringen en heeft veel belangstelling voor mengvormen van volksreligiositeit. Konstantin Paustovski noemde hem ‘de zanger van de Russische natuur’.
Na de Russische Revolutie hield Prisjvin zich afzijdig van politieke activiteiten. Even nog was hij in Moskou lid van de literaire groepering Pereval, maar al snel trok hij zich terug op het platteland. In zijn autobiografische roman De ketenen van Kasjtsej (1923-1954) vertelt hij in tien zelfstandige verhalen hoe hij het leven en de natuur heeft leren kennen en de weg naar het volk heeft gevonden. Zijn held Alpatov zoekt naar middelen om de ketenen van de boze tovenaar Kasjtsej te verbreken.
Prisjvins novelle De zwarte arabier, over een reis naar de zuidoostelijke steppen in Rusland, werd in het Nederlands vertaald door Stijn Streuvels.

## Werken (selectie)
- In het land van de onopgeschrikte vogels (1907)
- Op zoek naar het toverbrood (1908)
- Aan de muren van de onzichtbare stad (1909)
- Kalender van de natuur (1925-1926)
- De ketenen van Kasjtsej (1923-1954)
- De druppel van het bos (1940-1943)